# Клевицкий, Александр Леонидович
Алекса́ндр Леони́дович Клеви́цкий (род. 1 мая 1954, Москва, СССР) — советский и российский композитор и дирижёр, продюсер. Заслуженный деятель искусств Российской Федерации (2004), художественный руководитель и главный дирижёр Академического Большого концертного оркестра им. Ю. В. Силантьева. Генеральный директор Российского музыкального союза, первый заместитель председателя Совета Союза композиторов России, председатель коллегии Союза московских композиторов. Председатель подкомитета по предпринимательству в сфере культуры Совета Торгово-промышленной палаты Российской Федерации по интеллектуальной собственности.

## Биография
Родился 1 мая 1954 года в Москве в семье Леонида Моисеевича Клевицкого и Камиры Михайловны Фейгиной. Его отец получил образование в области полиграфии и занимал должность секретаря партийной организации издательства ЦК ВЛКСМ «Молодая гвардия», его мать получила образование в области педагогики в Институте иностранных языков (ныне МГЛУ) и работала педагогом английского языка.

### Учёба и карьера
Учась в средней общеобразовательной школе № 122, Александр был отобран (1964) Нинель Давидовной Камбург в Московскую хоровую капеллу мальчиков, базирующуюся в этой школе. Обучение в капелле стало решающим в становлении дальнейшей творческой деятельности.
Высшее музыкальное образование получил по специальности «дирижёр академического хора». Уже дипломированным молодым человеком, призван на службу в ряды Советской Армии (Внутренние войска МВД), где возглавил дивизионный ансамбль в качестве главного дирижёра. Это время явилось развитием его многогранных музыкальных способностей. Проявляет себя как композитор и аранжировщик.
В конце 1970-х — пик популярности вокально-инструментальных ансамблей. В нескольких из них Александр работает не только исполнителем, но и музыкальным руководителем («Надежда» и др.).
В 1979—1983 годах — музыкальный руководитель в вокально-инструментальном ансамбле «Добры молодцы». Как музыкант разносторонний и прогрессивный во многом был новатором в коллективе.
В 1983—1987 годах вёл курс аранжировки и дирижирования на эстрадно-джазовом отделении Музыкального училища им. Гнесиных (ныне — Государственный музыкальный колледж эстрадного и джазового искусства). В течение многих лет и по настоящее время является председателем государственной экзаменационной комиссии этого учебного заведения.
В 1985 году Александр Клевицкий приглашён в Союз композиторов СССР на должность заместителя председателя джазово-эстрадной и песенной комиссии. (Председатель комиссии — народная артистка СССР, композитор А. Н. Пахмутова).
В 1986—1990 годах — главный консультант секретариата правления Союза композиторов СССР.
В 1988 году организована американо-российская программа «Музыка — громче слов». В соавторстве с американским композитором М. Столлером написана песня «Москва — это ты». В дальнейшем, исполнив эту песню, американская певица Памелла Миллер стала лауреатом Международного конкурса «Ступень к Парнасу».
В 1997 году А. Клевицкий основал на телевидении конкурс молодых исполнителей «Лестница в небо», где одним из участников был созданный им джазовый оркестр под названием «Все звёзды».
Совместно с Юрием Николаевым создаёт Всероссийский телевизионный музыкальный конкурс «Утренняя звезда».
Александр неоднократно приглашался в жюри международных музыкальных конкурсов, таких как: «Ступень к Парнасу», «Славянский базар», «Евровидение», конкурс вокалистов в Брегенце и других. С 2001 по 2004 год работал музыкальным оформителем заставок и передач телекомпании ТВЦ.
В 2004 году была издана книга о жизни и творчестве композитора «Поднимаясь по ступеням…» — автор Т. Журбинская (музыковед, заслуженный работник Культуры Российской Федерации).
Весной 2004 года композитору присвоено почётное звание «Заслуженный деятель искусств Российской Федерации».
В декабре 2007 года Александр Леонидович назначен художественным руководителем и главным дирижёром Академического Большого концертного оркестра им. Ю. В. Силантьева.

### Творчество
Александр Клевицкий пишет музыку в самых разных жанрах — от лёгких эстрадных до серьёзных академических.
Первый композиторский успех пришёл в 1980-е годы. Вместе с поэтом Евгением Супоневым Клевицкий написал песню «Храните, люди, шар земной», исполнителем которой стал Иосиф Кобзон.
Имена многих молодых исполнителей стали известны благодаря песням Клевицкого. Среди них Марина Хлебникова и Анна Резникова.
С молодыми исполнителями Клевицкий работал не только как композитор, но и как продюсер.
Его песни включали в свой репертуар Иосиф Кобзон и Зураб Соткилава, Павел Смеян, Михаил Боярский, Кристина Аглинц, Анне Вески, Тамара Гвердцители, Анне Вески, Сергей Пенкин, Нина Шацкая, A’Cappella ExpreSSS, Лада Дэнс, Юлия Началова, Дима Билан, Витас и многие другие.
Соавторами композитора являются поэты-песенники Лариса Рубальская, Илья Резник, Николай Денисов, Маргарита Пушкина, Николай Добронравов, Михаил Шабров, Карен Кавалерян, Александр Вулых , Римма Козакова, Дмитрий Панфилов,Юрий Ряшенцев и др.
Автор гимна национальной телевизионной премии «ТЭФИ», автор гимна спортивного общества «Динамо».
Уделяет внимание детскому творчеству. Написана музыка к множеству мультипликационных фильмов. Написано немало песен для детского музыкального театра ДоМиСолька. Песня «Милые взрослые» стала хитом детского коллектива.
В 2000 году был создан детский театральный проект «Маленькая страна». Спектакль на музыку А. Клевицкого проходил в период новогодних праздников 2000—01 и 2001—02 годов во Дворце спорта «Лужники».
Более чем в 200 сюжетах детского юмористического журнала Б. Грачевского «Ералаш» звучит музыка Клевицкого, в том числе музыкальные цитаты из его песен (т. н. из «Чёрного лебедя» в серии «Подарок Деду Морозу»).
К большим музыкальным формам относятся рок-оперы и мюзиклы «Джельсомино в стране лжецов» и «Корабль дураков».
Песня «Лунный свет» из мюзикла «Джельсомино» была исполнена на английском языке и признана лучшей на международном конкурсе молодых исполнителей в Брегенце (Австрия).
В 1998 году в новогоднем эфире прошла премьера музыкального фильма «Ангел с окурком». Мюзикл состоит из 13 песен, которые исполнил юморист Ефим Шифрин. Для актёра эта работа была своеобразным бенефисом.
Музыка Александра Клевицкого звучит во многих художественных и документальных фильмах.
В 2009 году режиссёром Б. Грачевским был снят художественный фильм «Крыша», музыку написал Клевицкий. В начале июля 2009 года Клевицкий был награждён призом XIII-го Всероссийского фестиваля визуальных искусств в номинации «За лучший саундтрек» (кинофильм «Крыша»).
В соавторстве с политиком Е. М. Примаковым была написана песня «Война остаётся в песне».
В феврале 2007 года на творческом вечере, который проводился в Концертном зале им. Чайковского прошла премьера музыки, написанной для балета «Шагреневая кожа».
В декабре 2007 года возглавил Академический Большой концертный оркестр им. Ю. Силантьева.

## Награды
- Орден «За заслуги в культуре и искусстве» (5 мая 2025 года) — за большой вклад в развитие отечественной культуры и искусства, многолетнюю плодотворную деятельность[1].
- Заслуженный деятель искусств Российской Федерации (10 марта 2004 года) — за заслуги в области искусства[2].
- Почётная грамота Президента Российской Федерации (27 апреля 2015 года) — за заслуги в развитии культуры, образования, науки, подготовке квалифицированных специалистов и многолетнюю плодотворную деятельность[3].
- Награждён почётной грамотой Промышленной палаты — «За значительный вклад в музыкальную культуру и искусство Отечества» (Музыкальный фонд России)
- Награждён «Золотой медалью» Союза московских композиторов.
- Лауреат почётной премии Российского авторского общества — «За вклад развития науки, культуры и искусства»
- Почётный диплом Российского авторского общества — «За вклад в развитие системы охраны интеллектуальной собственности РФ»
- Почётный диплом Всемирной организации интеллектуальной собственности — «За вклад в развитие системы охраны интеллектуальной собственности РФ»

## Работы

### Песни
- «Москва — это ты»
- «Сочи — Москва»
- «Берега России»
- «Межсезонье» (ст. Л. Рубальской) («Новые песни о Главном» — 1990, Лауреат фестиваля Песня-91)
- «Я не в обиде на тебя»
- «Я так хочу тебя забыть»
- «Потери»
- «Поцелуй без любви»
- «Жемчужина» (Лауреат конкурса молодых исполнителей Всесоюзного радио — 1989)
- «Где ты?»
- «Колыбельная Татьяне»
- «Всё вернётся»
- «Не за себя молю»
- «Иногда»
- «Мне не забыть тебя»
- «Не верьте январю»
- «Шоссе»
- «Любовь и ложь»
- «Как день и ночь»
- «Коварство и любовь» (романс)
- «На серебряном ветре» (романс)
- «Чёрный лебедь»
- «Лунный свет»
- «Мамин блюз»
- «Зимний джаз»
- «Томми»
- «Звони с утра»
- «Кто-то любит тебя»
- «Лилии для Лилии»
- «Как? Почему?» (Песня года — 2006)
- «Мой праздник»
- «Виват Королю»
- «Взрослая дочь молодого человека» (слова Николая Денисова) — исполняют Михаил Боярский и Кристина Аглинц
- «Не верьте январю» (слова Наума Олева) — исполняет Павел Смеян
- «Сальто-мортале» (слова Наума Олева) — исполняет Павел Смеян
- «Где же вы, друзья?»
- «Мечта»
- «Я чувствую тебя»
- «Давай считать, что я им врал»
- «Песня Барда»
- «Пять на пять»
- «Колыбельная»
- «Милые взрослые»
- «Храните, люди, шар земной»
- «Молитва»
- «Война остаётся в песнях»
- «Лестница в небо»
- «Гимн Национальной телевизионной премии ТЭФИ»
- «Гимн спортивного общества ДИНАМО»
- «Предчувствие любви» (инструментальная)
- «Прикосновение» (инструментальная)
- «Круговорот» (инструментальная)

И многие другие.

### Фильмы
- Киножурнал «Ералаш»
- «Ангел с окурком» (1998) (реж. Е. Гинзбург, либретто-Ю.Ряшенцев)
- «Невинные создания» (2008)
- «Крыша» (2009)
- «Между нот или тантрическая симфония» (2015)

### Мультфильмы
- «Сказка о глупом муже» (1986)
- «Выкрутасы» (1987)
- «Поползновение» (1987)
- «Прямое попадание» (1987)
- «Переменка № 6» (1987)
- «Богатырская каша» (1987)
- «Колобок, колобок!..» (1988)

### Мюзиклы
- «Джельсомино в стране лжецов» (по мотивам сказки Джанни Родари) (1989)
- «Корабль дураков» (по Себастьяну Брандту)
- «Ангел с окурком» (1998) (реж. Е.Гинзбург, либретто-Ю.Ряшенцев)
- «Козни коварной королевы»
- «Рок-история бокса»
- «Маленькая страна»
- «Волшебный остров»
- «Собака на сене» (Московский театр «Мосоперетта», Реж. Т. Константинова)

### Балет
- «Шагреневая кожа»
- «Сказка о рыбаке и рыбке»

### Дискография
- «Рок-история БОКС» (1990)
- «Я — экстрасенс» (1993)
- «Ещё раз про футбол» (1996)
- «Музыка к неснятому кино» (2003)
- «Поднимаясь по ступеням…» (2005)

### Интервью
- Портал «Культура». В Союзе композиторов у меня была должность Воланда. Интервью с Эллой Гениной.
- Журнал «Шоу-мастер». Советы непостороннего, или с чего начать карьеру в шоу-бизнесе. Интервью с Владимиром Чеджемовым.
- Радио «Маяк». Александр Клевицкий и Игорь Базилевский в гостях у Петра Фадеева. (недоступная ссылка)

### Видео
- Alexander Klevitsky «Molitva»
- Alexander Klevitsky «Shores of Russia»
- Alexander Klevitsky «Sochi-Moscva»
- Alexander Klevitsky «The touch»
- Нина Шацкая, романс «На серебряном ветре» (недоступная ссылка)